# Ambaixador dels Estats Units a Kosovo
Aquesta és una llista dels ambaixadors dels Estats Units a Kosovo.
- Tina Kaidanow – funcionària de carrera del servei exterior
  - Títol: Ambaixadora Extraordinària i Plenipotenciària
  - Nomenada: 18 de juliol 2008[1]
  - Credencials presentades: 25 de juliol de 2008[2]
  - Acaba la missió: 6 de juliol de 2009[2]
- Christopher Dell – funcionari de carrera del servei exterior
  - Títol: Ambaixador Extraordinari i Plenipotenciari
  - Nomenat: 27 de maig de 2009[3]
  - Credencials presentades: 31 de juliol de 2009[4]
  - Acaba la missió: 2012
- Tracey Ann Jacobson – funcionària de carrera del servei exterior
  - Títol: Ambaixadora Extraordinària i Plenipotenciària
  - Nomenada: 2 d'abril de 2012[5]
  - Credencials presentades: 16 d'agost de 2012[6]
  - Acaba la missió: 2015
- Gregory Delawie – funcionari de carrera del servei exterior
  - Títol: Ambaixador Extraordinari i Plenipotenciari
  - Nomenat: 24 de juliol de 2015
  - Credencials presentades: 21 d'agost de 2015[7]

Els caps del servei dels EUA previs al reconeixement d'aquest país a la independència de Kosovo i a la inauguració de l'ambaixada dels EUA el 2008, tenien el títol de Cap de la Missió i eren sovint del rang d'ambaixador.